# Marcha del clima
Marcha del Clima fue una jornada de protestas realizada el día 29 de abril de 2017, donde miles de personas en varias ciudades de Estados Unidos marcaron el centésimo día de gobierno del Presidente de los Estados Unidos Donald Trump marchando en protesta contras sus políticas Medio ambientales.

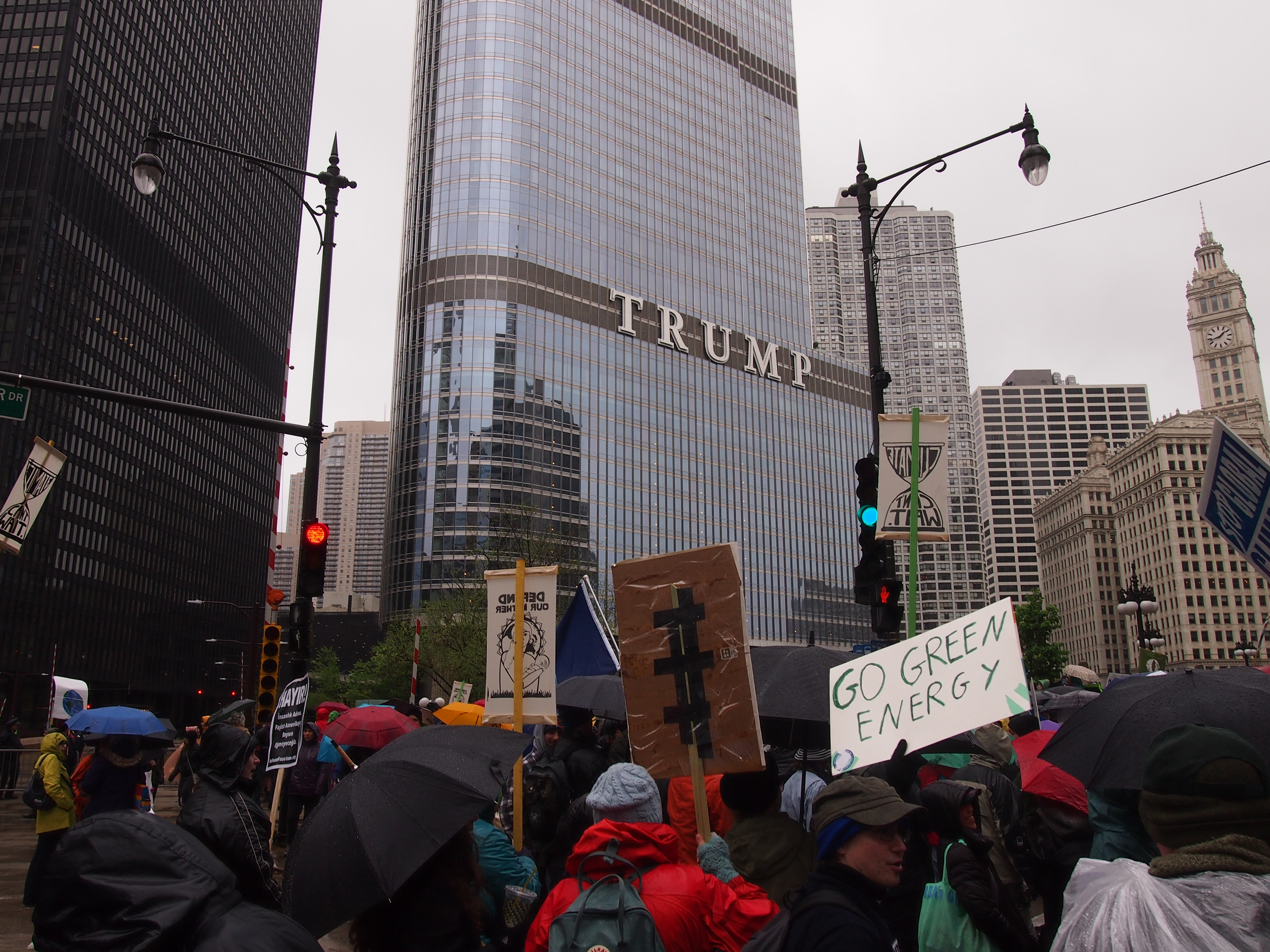
Manifestantes fuera de la Torre Trump de Chicago

## Antecedentes
Desde antes de llegar al poder, Donald Trump restó importancia al cambio climático llamándolo un engaño chino y a la Cumbre Climática de París como un mal negocio. Además anunció que en su gobierno le devolvería la dignidad a los pueblos mineros y que le quitaría los "estorbosos requisitos ambientales" a las empresas en suelo estadounidense para que estas pudieran surgir y generar más desarrollo. Estas son las parte de las decisiones de Donald Trump que ha provocado polémica
- Durante su primer día como presidente, Trump eliminó todas las referencias en el sitio web de la Casa Blanca al calentamiento global y presentó su Plan America First Energy', en la cual Trump promete eliminar el Plan de Acción Climático del presidente Obama, con el cual el exmandatario promovía acciones, normativas e incentivos para favorecer la reducción de las emisiones de carbono desde EE. UU.

- Poco después, se autodenominó un ambientalista el mismo día que propuso fomentar el desarrollo de dos grandes oleoductos (el Dakota Pipeline y el Keystone X) que habían sido descalificados en la administración Obama por considerar que acarreaban grandes riesgos ambientales para comunidades nativas y el abastecimiento de agua limpia de millones de estadounidenses. Recientemente y a pesar de la resistencia de miles, él ordenó que ambos permisos de desarrollo fueran rehabilitados.

- Con Rex Tillerson, el exdirector de una de las compañías petroleras más grandes del mundo como Secretario de Estado y Scott Pruitt, un abogado que demandó 14 veces a la Agencia de Protección Ambiental (EPA) a cargo de esta misma entidad, Trump continúa con su iniciativa de promover lo que él llama el "carbón limpio", que consiste en dotar de más territorios y menos regulaciones a quienes extraen este mineral y revertir los incentivos para la producción de energías limpias.Pruitt, además, ha contradicho toda la evidencia científica asegurando que el CO2 no es la causa principal del calentamiento global.

- El nuevo líder de la Agencia de Protección Ambiental, la administración Trump ya anunció el levantamiento de regulaciones para la extracción de combustibles fósiles en tierras federales del país (incluyendo en áreas protegidas, parques nacionales y monumentos nacionales) así como hacer más ligeras las normativas de eficiencia de combustible para los productores de carros en EE. UU. Esta decisión va a contrubuir con la contaminación atmosférica en zonas donde vive población más pobre y vulnerables a padecimientos médicos, como los hispanos.

- Trump también ha prometido ya reducciones presupuestarias significativas -como el recorte de un tercio de la inversión anual en la Agencia de Protección Ambiental EPA) para la ciencia del clima en todas las entidades públicas de Estados Unidos, lo que podría significar un deterioro significativo en las investigaciones y propuestas de acciones de mitigación. Esto significa un riesgo mayor a las zonas costeras, que resultan muy vulnerables al alza del nivel del mar como consecuencia del aumento global de la temperatura y el deshielo.

- Además se plantea la salida de Estados Unidos del Acuerdo de París del año 2015 sobre el clima.

## Lugares

### Washington D. C.
Desde primera hora de la mañana, los manifestantes se congregaron cerca del Congreso de los Estados Unidos en la capital estadounidense, donde se registró la marcha más numerosa, y poco después del mediodía comenzaron a marchar por las calles de la ciudad y rodear la Casa Blanca. El actor Leonardo DiCaprio tomó parte del desfile en el medio de un grupo de nativos americanos, precedido delante por un cartel que decía "El cambio climático es real".

### Massachusetts
Miles de personas se reunieron en Boston Common para exigir acciones sobre el cambio climático, uno de los muchos eventos de este tipo en todo el país y el mundo que marca el centésimo día de la presidencia de Donald Trump.

### Maine
En Augusta, Maine, los manifestantes fuera del Congreso estatal dijeron que querían recalcar el daño que el cambio climático puede causar a las comunidades marginadas.

### Florida
Cientos de personas se congregaron este sábado en el parque José Martí de Miami para protestar contra las políticas medioambientales del presidente Donald Trump y los riesgos que estas conllevan para el Estado de Florida.La concentración, al igual que otras celebradas en ciudades de Florida como Tampa, Fort Lauderdale, West Palm Beach, Naples o Jacksonville, se hicieron en simultáneo con una multitudinaria marcha en Washington.

### California
Una coalición grande de organizaciones locales y activistas de perfil-alto como Jane Fonda y Robert F. Kennedy, Jr., se unieron a la Marcha por el Clima e en Los Ángeles como parte de un movimiento nacional para resistir los peligrosos recortes presupuestarios y ataques contra las protecciones medioambientales de la Administración Trump.
Miles de activistas y ciudadanos preocupados con carteles, pancartas y muñecos de papel maché se reunieron a lo largo de la costa de San Diego para manisfestarse sobre el problema del Cambio climático, uniéndose a unas 300 marchas hermanas en todo el país exigiendo la Administración Trump adoptar medidas sobre el tema.

### Idaho
Manifestantes llaman al gobernador de Idaho para que mantenga su promesa en la marcha del clima. Casi 1.000 personas marcharon en el Capitolio de Idaho para participar en la Marcha del clima a nivel nacional.

### Colorado
En Colorado, las manifestaciones se planean en el parque del centro cívico de Denver, y en Durango, del Durango y del depósito del ferrocarril del paso estrecho de Silverton al parque de Buckley. El evento de Durango contará con el activista y escalador Kitty Calhoun, música en vivo y oportunidades para probar vehículos eléctricos. Antes de la marcha, Citizens Climate Lobby organiza dos eventos educativos sobre cambio climático en la Biblioteca Pública de Durango; La película documental Merchants of Doubt (2014) será proyectada el 27 de abril, y el 28 de abril presentará una presentación de Calhoun llamada "Last Assents" y una proyección de la película Age of Consequences

### Illinois
Miles de personas salieron a las calles del centro de Chicago el 29 de abril para defender la Tierra y las condiciones que hacen posible la vida en el planeta y denunciar la destrucción causada por el Cambio climático. Hacía frío y llovía, pero la ira y la voluntad de marcha de la gente no podían ser amortiguadas. Una amplia gama de organizaciones se unieron a la marcha.

### Texas
Los organizadores del evento de Austin -que atrajo a por lo menos 2.000 personas, según un jefe del Departamento de Seguridad Pública de Texas- fueron aparentemente una secuela de la Marcha por la Ciencia de la semana pasada. Pero mientras que los organizadores de la Marcha por la Ciencia habían tratado de evitar de involucar partidos políticos, la manifestación del clima incluyó demócratas locales, incluyendo el representante de Austin Lloyd Doggett.